# De sälla jaktmarkerna
De sälla jaktmarkerna är i vissa indianska religioner på prärien de viltrika jaktområdena för livet efter detta. Uttrycket har etablerats i västerländsk kultur genom västernromaner. 
Uttrycket på svenska kan först spåras till Ludvig Westerbergs översättning av James Fenimore Coopers roman Den siste mohikanen 1828. 